# Dionysios Areopagita
Dionysios z Areopagu nebo Areopagita (řecky: Διονύσιος ὁ Ἀρεοπαγίτης, Dionýsios ho Areopagités) je novozákonní postava, snad soudce na Areopágu, který se podle knihy Skutků po Pavlově kázání obrátil na křesťanství. Podle slov Dionysia Korintského, kterého cituje Eusebius, se později stal biskupem v Athénách. Jinak o něm není nic známo.

## Historické záměny
Na začátku 6. století se objevilo několik řecky psaných textů s teologickým a mystickým obsahem, používajících novoplatónský jazyk a jméno Dionýsios. Tyto texty byly přisuzovány Dionysiovi z Areopagu, což jim zajistilo velikou autoritu. Jejich autorem byla však ve skutečnosti jiná osoba, žijící na přelomu 5. století a 6. století a dnes známá jako Pseudo-Dionysios Areopagita.
Dionysios z Areopagu byl také zaměňován se svatým Dionysiem (Divišem), patronem Francie, prvním biskupem v Paříži a mučedníkem ze 3. století uctívaným jak v Západní, tak i ve Východní církvi. V pravoslavné církvi jsou pak oba uctíváni ve stejný den – 3. října (respektive 16. října podle gregoriánského kalendáře).

## Ve filmu
Dionysios se objevil v americkém filmu Hellboy jako světec, který odhání démony.